# Dan Malmer
Dan Lennart Malmer, född 14 mars 1965 i Hägersten, Stockholm, är en svensk skådespelare, musikalartist och koreograf. Han har ett band vid namn Loomhurd.

## Filmografi
- 2000 - Naken
- 1997 - Evil Ed
- 1996 - 1997 Tre kronor (TV-serie)
- 1995 - Pocahontas (röst)
- 1995 - Rederiet (TV-serie gästroll)
- 1994 - Spindelmannen (röst)

## Teater

### Roller (ej komplett)
| År   | Roll      | Produktion                                                              | Regi            | Teater        |
| ---- | --------- | ----------------------------------------------------------------------- | --------------- | ------------- |
| 1991 |           | Grease Jim Jacobs och Warren Casey                                      | Runar Borge     | Chinateatern  |
| 1993 | Joe Vegas | Fame Steven Margoshes och Jacques Levy                                  | Runar Borge     | Chinateatern  |
| 1994 | Långbror  | Djungelboken Arne Lindtner Naess och Svein Gundersen                    | Marianne Skovli | Folkan        |
| 1994 |           | Hair Galt MacDermot, Gerome Ragni och James Rado                        | Runar Borge     | Chinateatern  |
| 1997 | Action    | West Side Story Leonard Bernstein, Stephen Sondheim och Arthur Laurents | Richard Herrey  | Oscarsteatern |